# دامپیر سور بسبره
دامپیر سور بسبره (به فرانسوی: Dompierre-sur-Besbre) یک کمون (فرانسه) در فرانسه است که در آلیه واقع شده‌است. دامپیر سور بسبره ۴۵٫۶۳ کیلومتر مربع مساحت دارد ۲۱۶ متر بالاتر از سطح دریا واقع شده‌است.